# Der Letzte Tag
Der Letzte Tag è il quarto ed ultimo singolo estratto dall'album d'esordio in lingua tedesca Schrei della band Tokio Hotel. Il singolo venne pubblicato il 25 agosto 2006 in un numero limitato di Paesi; tuttavia nel 2008 è arrivato in tutta Europa come quinto singolo internazionale.

## Video musicale
Il video musicale del singolo è stato girato sul tetto del cinema Kosmos a Berlino: nel video, i quattro sono sotto un sole accecante e man mano che la musica acquista intensità si raduna una folla sempre più fitta di gente, soprattutto fan, a seguirli e a cantare con loro. Tra gli altri, persone appena scese da automobili e affacciate alla finestra di casa propria.

## Tracce
Disco 1
- Der Letzte Tag (versione del singolo)
- Der Letzte Tag (Grizzly Remix)
- Frei Im Freien Fall (b-side)
- Wir Schliessen Uns Ein
- Wir Schliessen Uns Ein (videoclip)

Disco 2
- Der Letzte Tag (versione acustica)
- Der Letzte Tag (videoclip)
- Tokio Hotel Gallery
- Der Letzte Tag Fanspecial Backstage Live Clip

## Classifiche

### Classifiche settimanali
| Classifica (2006) | Posizione massima |
| ----------------- | ----------------- |
| Austria           | 1                 |
| Germania          | 1                 |
| Svizzera          | 7                 |

### Classifiche di fine anno
| Classifica (2006) | Posizione |
| ----------------- | --------- |
| Austria           | 25        |
| Germania          | 32        |

## Riconoscimenti
Il singolo fece guadagnare al gruppo l'Echo Award come miglior video nazionale, il 25 marzo 2007.